# Metacafe
Metacafe – serwis internetowy typu społecznościowego umożliwiający tworzenie i dzielenie się plikami multimedialnymi. 
Na serwerze można znaleźć pliki wideo stworzone przez samych użytkowników, popularne pliki wideo rozpowszechniane w Internecie, zabawne pliki wideo, ciekawe reklamy, a także pliki multimedialne związane ze sportem i aktualnymi wydarzeniami. Oprócz tego serwis oferuje animacje flash i pliki dźwiękowe.
Serwis oferuje aplikację komputerową skierowaną do ludzi określających siebie samych jako „uzależnionych od plików wideo” i pobierających setki takich plików tygodniowo. Aplikacja ta umożliwia pobieranie plików wysokiej jakości w czasie bezczynności komputera.